# 男だけの世界
『男だけの世界』 (おとこだけのせかい、"Men Without Women") は、アーネスト・ヘミングウェイの短編集。
1927年10月にチャールズ・スクリブナーズ・サンズ社より出版された。

## 収録作品
「敗れざる者」 The Undefeated
「異国にて」 In Another Country：ニック・アダムズ物語
「白い象のような山並み」 Hills Like White Elephants
「殺し屋」 The Killers (1927)：ニック・アダムズ物語
「ケ・ティ・ディーチェ・ラ・パートリア(祖国は汝に何を訴えるか)?」 Che Ti Dice la Patria?
「五万ドル」 Fifty Grand
「簡単な質問」 A Simple Enquiry
「十人のインディアン」 Ten Indians：ニック・アダムズ物語
「贈り物のカナリア」 A Canary for One
「アルプスの牧歌」 An Alpine Idyll：ニック・アダムズ物語
「追い抜きレース」 A Pursuit Race
「今日は金曜日」 Today is Friday
「陳腐なストーリー」 Banal Story
「身を横たえて」 Now I Lay Me：ニック・アダムズ物語

## 日本語訳
- 高見浩訳『男だけの世界』ヘミングウェイ全短編1　新潮文庫 1995